# タンタル180m1
タンタル180m1 (Tantalum-180m1・180m1Ta) とは、タンタルの同位体の1つ。

## 概要
180m1Taは、180Taより75keVエネルギーの高い核異性体の1つである。原子は基底状態よりエネルギーの高い励起状態のものがあり、この準安定状態がある程度長く続くものを核異性体と呼ぶ。多くはマイクロ秒からミリ秒の間の時間でガンマ線を放出して基底状態に戻る。しかし稀に1秒以上準安定状態を維持する核種もあり、180m1Taはその中でも最も長い半減期を持つと推定されている。
180m1Taは、天然に産出するタンタルの0.012%を占めており、天然に存在する唯一の核異性体である。もうひとつの核異性体180m2Taは半減期0.000045秒のごく普通の核異性体であるため、180m1Taをしばしば180mTaと書くこともある。また、語弊が生じない場合、180m1Taを指して180Taと書く場合もある。

## 半減期
180m1Taの崩壊は未だ観測された事が無く、少なくとも1200兆年の半減期を持つと推定されており、今のところ安定同位体と見なされている。180m1Taの崩壊モードは恐らくベータ崩壊であり、少なくとも70京年の半減期をもち、やはり安定同位体と見なされている180Wに崩壊する。また、180Taに核異性体転移する崩壊モード、電子捕獲によって180Hfに崩壊するモードも予測されている。
励起状態である核異性体が基底状態の核種より半減期が長いものは180Ta以外にもいくつか存在するが、180m1Taで奇妙なのは、基底状態であるはずの180Taの半減期が8.152時間と極めて短いにもかかわらず、180m1Taは未だ崩壊が観測された事が無いほどきわめて長い半減期を持つことである。これほどまでに長いのは、180m1Taのスピン角運動量が9-であり、180Taの1+に移行するのが極めて遅いことに起因すると考えられている。

## 生成
180m1Taは、宇宙に存在する最も少ない核種の1つである。180m1Taの生成には、1980年頃から、s過程、r過程、光崩壊、宇宙線による核破砕などの説が唱えられてきたが、どれも太陽系に存在する180m1Taの量を説明するのに満足な説は存在しなかった。
後に、超新星爆発で発生するニュートリノが、181Taや180Hfと反応することで180m1Taが生成する説が唱えられた。それは以下の反応式によるものである。
{\displaystyle \mathrm {^{181}_{\ 73}Ta\ +\ {\boldsymbol {\nu }}\longrightarrow \ _{\ 73}^{180}Ta\ +\ _{0}^{1}n\ +\ \nu } }
{\displaystyle \mathrm {^{180}_{\ 72}Hf\ +\ {\boldsymbol {\nu }}_{e}\longrightarrow \ _{\ 73}^{180}Ta\ +\ \mathrm {e} ^{-}} }
しかし、このプロセスでは、180m1Taと180Taの両方が生成しうるが、180m1Taと180Taの合計値が、実際に存在する180m1Taより多くなってしまう可能性があるため、速やかに崩壊する180Taを除いた、180m1Taがどれくらいの割合で生成するかを知る必要があった。2010年に日本原子力研究開発機構の早川岳人らの研究チームは、それまで計算を煩雑にしていた、基底状態と励起状態の間に存在する膨大な中間値を排除し、180m1Taと180Taを別々の核種と見なすことで計算を行った。その結果、超新星爆発では10億Kを境にして、それ以上では180m1Taと180Taが平衡状態にあるが、それ以下の温度に下がると180m1Taと180Taの間の変換が発生しなくなるため、180Taが崩壊し、180m1Taのみが残る事が分かった。そして計算結果に示された180m1Taの量は、実際に観測される量と一致することがわかった。このプロセスが発生するために必要なニュートリノのエネルギーは約12MeVである。また、超新星爆発の規模や最高温度、冷却時間など、他のパラメーターで発生量に変化は無かった。
ニュートリノは電子ニュートリノ、ミューニュートリノ、タウニュートリノの3種類があり、互いにニュートリノ振動によって種類が入れ替わる。しかしこのプロセスでは、181Taは3種類のどのニュートリノでもよいが、180Hfは電子ニュートリノのみとしか反応しない。180m1Taの量を詳しく調べる事は、ニュートリノ振動に関わる未知のパラメーターに制限を加える事になる。